# Litomancia
A litomancia (lithomancia, vagy kőmágia) a jóslás egy olyan formája, melynek során a jövőt kövek vagy a kövekről visszavert fény segítségével jósolják meg. Alkalmazása a Brit-szigeteken a legnépszerűbb.

## Történet
A legkorábbi igazolt beszámoló a kőmágiáról Photiustól, Konstantinápoly pátriárkájától származik, aki leírja, hogy egy Eusebius nevű orvos egy baetulum nevű követ használt a rituálé elvégzéséhez. Egyes írók azonban azt is állítják, hogy Helenus efféle rituálé segítségével megjósolta Trója pusztulását.

## Alkalmazása
A litomancia mint általános kifejezés mindent lefed a két- és háromkő-olvasatoktól kezdve a nyitott végű kővetésekig, amelyek meghatározatlan számú követ használnak.
Az egyik népszerű módszer szerint 13 követ dobnak a táblára, és a leesésük mintázata alapján jósolnak. A kövek különböző fogalmakat képviselnek: szerencse, mágia, szerelem, hírek, otthoni élet és az asztrológiai bolygók: Merkúr, Vénusz, Mars, Jupiter, Szaturnusz, Nap és Hold.

## Fordítás
Ez a szócikk részben vagy egészben  a   Lithomancy című angol Wikipédia-szócikk ezen változatának fordításán alapul.  Az eredeti cikk szerkesztőit annak laptörténete sorolja fel. Ez a jelzés csupán a megfogalmazás eredetét és a szerzői jogokat jelzi, nem szolgál a cikkben szereplő információk forrásmegjelöléseként.